# Ла Мадалена (Ђенова)
Ла Мадалена (итал. La Maddalena) је насеље у Италији у округу Ђенова, региону Лигурија.
Према процени из 2011. у насељу је живело 76 становника. Насеље се налази на надморској висини од 374 м.